# 장사훈
장사훈(張師勛 1916년 11월 26일~1991년 9월 25일) 은 대한민국의 국악학자이자 거문고 연주가이다. 호 운초(云初)이며, 경상북도 영주 출생이다.

## 생애
이왕직아악부 출신으로 서울대학교 교수 등을 역임하며, 국악을 학문적으로 체계화시키는 데 주력하여 많은 논문과 저서를 남겼다.1931년 이왕직아악부원양성소(李王職雅樂部員養成所)에 제4기생으로 입소하여 거문고를 전공하였다. 1936년부터 1944년까지 이왕직아악부 아악수(雅樂手)로 재직하는 동안 하규일(河圭一)과 임기준(林基俊)으로부터 가곡·가사·시조를 배워 악보를 만들었는데 일부가 뒤에 단행본으로 출간되었다.
일찍이 고악보 수집과 해독에 남다른 관심을 보여 1942년＜보허자논고 步虛子論攷＞라는 첫 논문을 발표하였고, 1945년 미군정청 학무국 편수관을 거쳐 중앙방송국 국악프로담당, 합동통신사 편집부에 근무하였으며, 1954년부터 덕성여자대학 교수로 재직하면서 교무과장 등의 보직을 역임하였다. 1961∼1982년 서울대학교 음악대학 교수로 재직하였으며, 1968년 서울대학교에서 문학박사학위를 받았다.
이 밖에 한국국악교육학회를 설립하여 ≪국악교육≫ 학술지를 출간하였고 서울대학교 음악대학부설 동양음악연구소를 설치하여 ≪민족음악학≫이라는 학술지를 발간하였다. 정년퇴임 후 서울대학교 명예교수 및 대한민국예술원 회원, 한국국악학회 명예회장, 국악교육연구회 회장, 세종대왕기념사업회 이사, 한국동서음악연구회장으로 활약하였다.
1982년부터 청주대학교 예술대학 객원 교수로 있으면서 1986년∼1989년 청주대학교 예술대학 학장을 역임하였고, 1991년 청주대학교 운초민족음악자료관 관장으로 재직하였다.
대표적인 연구논문집은 ≪국악논고≫·≪한국전통음악의 연구≫·≪국악사론≫ 등이 있으며, 개별연구주제에 대한 연구서로 ≪한국악기대관≫ ·≪시조음악론≫·≪세종조음악연구≫ 등이 있고, 개론서로 ≪한국음악사≫ ·≪국악개론≫·≪국악총론≫·≪국악대사전≫ 등이 있다.
이외에 ≪하규일·임기준전창십이가사 河圭一·林基俊傳唱十二歌詞≫·≪한국음악사연표≫·≪한국전통무용연구≫·≪한국무용개론 ≫ 등의 저서가 있다. 연구논문 이외의 글을 모은 문집으로 ≪화전태(花前態)≫와 ≪화류태(花柳態)≫·≪예술과 학문의 만남≫·≪하고 싶은 말 남기고 싶은 글≫이 있다.
1960년 제3회 방송문화상, 1961년 제6회 국악진흥회 공로상, 1965년 제4회 5월문예상(음악부문) 대상, 1975년 제4회 외솔상(학술부문), 1976년 문화훈장 보관장, 1977년 제3회 노산문학상(예술부문), 1982년 제1회 세종문화상(예술부문)과 국민훈장 석류장, 1983년 대한민국 예술원상과 1984년 제9회 아카데미상 등을 수상하였다.

## 같이 보기
- 성경린
- 이혜구